# 金剛 (コルベット)
金剛(こんごう、旧仮名:こんがう)は、日本海軍の軍艦。
鉄骨木皮船体
の鉄甲帯コルベットになる。
比叡は姉妹艦。
艦名は奈良県と大阪府にまたがる金剛山にちなんで名づけられた。

## 概要
イギリス、ハルのアールス社で建造された。
設計は後に造船総監となるエドワード・ジェームス・リードである。
1878年に日本に回航され、4月26日に横浜港に到着した。
比叡と共にエルトゥールル号遭難事件の生存者をトルコに送還した。
「日清戦争」に従軍、
艦艇類別等級標準が制定された際には三等海防艦に類別された。
「日露戦争」に従軍し、
後に測量任務に就き、日本近海の水路測量を行った。
1909年に除籍された。

## 艦型
鉄骨木皮船体 の
鉄甲帯コルベットになる。
帆装は3檣。

### 機関
機関室の長さは66 ft 8 in (20.320 m)。
主機は横置還働式2段2気筒レシプロ1基で
シリンダーの直径は高圧60in(1,524mm)、低圧99in(2,515mm)、行程は共に39in(991mm)だった。
また触面復水器1基を装備した。
ボイラーは高円缶6基で蒸気圧力は60ポンド/平方インチ。
1889年(明治22年)3月に従来のボイラーが老朽化したため、横須賀海軍造船所で同形式の新ボイラー6基と交換した。
ボイラー交換後の成績は以下の通り。
| 実施日 | 種類         | 排水量 | 回転数 | 出力        | 速力        | 場所 | 備考 | 出典   |
| ------ | ------------ | ------ | ------ | ----------- | ----------- | ---- | ---- | ------ |
|        | 自然通風全力 |        | 83rpm  | 2,028実馬力 | 12.46ノット |      |      | [ 10 ] |

### 電気兵装
1883年(明治16年)2月に発電機装備の訓令が出された。
C.T.グラム式発電機(650回転、50V、45A)1基を搭載した。

## 艦歴

### 計画
1874年(明治7年)には佐賀の乱が起こり、また征台の役による清との交渉でも軍備増強の必要が急速に高まった。
このためイギリスとオランダから軍艦2隻を購入する案もあった。
1875年(明治8年)4月15日に海軍大輔川村純義が軍艦3隻をイギリスの造船会社に注文することを提案し、5月2日に許可を得た。
そのうちの鉄骨木皮艦の1隻が後の金剛となる。
建造費は鉄骨木皮艦2隻(金剛と比叡)で1,721,095円余りだった。

### 建造
1875年(明治8年)
6月5日海軍大輔から太政大臣へ宛て、艦名を金剛と御定するよう申し出があり、
6月15日に艦名は金剛とされた。
9月24日起工。
1877年(明治10年)
4月14日進水。
1878年(明治11年)
1月に竣工した。

### 1878年
1878年(明治11年)
1月30日イギリスを出港した。
他の資料によると2月18日に艦長らが乗り込みハル港を出港した。
3月4日経由地のマルタを出港。
4月20日に伊藤雋吉中佐の艦長人事が内達された。
4月26日午前10時に横浜港に到着、
金剛にはウェーブ艦長外乗員47名が乗艦していて、イギリスへの留学生3人(横井平次郎、曽根直之進、志道貫一)が便乗して帰国した。
5月4日、金剛は兵学校所轄として練習艦に定められ、艦位は3等とされた。
5月7日受取委員が任命され、
5月11日、金剛の定員は255人とされ、5月18日にウェーブ艦長から艦を授受した。
8月28日に函館港を出港、ウラジオストクへ向かい、9月6日小樽港に戻った。

### 1879年
1879年(明治12年)
2月3日、金剛は兵学校から東海鎮守府へ所轄を変更し、常備艦と定められた。
2月22日、横須賀から横浜に回航した。
西国回航
5月29日横浜港を出港、
兵庫港に5月31日着、6月3日三原湾に回航、同地を6月5日出港した。
長崎港に6月6日着、6月11日発。
6月11日午後2時30分伊万里湾で浅瀬に坐洲、15日に離洲し翌16日同地を出発、長崎に回航した。
長崎を6月26日発、翌27日伊予満ガ浜に到着。6月28日鴨居島沖でアメリカ艦リッチモンドの出港を待ち合わせた。
同日は鞆湾に碇泊、その後神戸、清水に寄港し、7月3日横浜港に帰港した。
修理
7月18日横浜から横須賀に回航、
8月6日横浜に回航した。
機関に故障があり、横須賀丸に曳航されて8月16日横須賀に回航した。
8月26日品川に回航した。
訓練
9月2日横浜に回航し、
翌3日横浜出港、東京湾外で扶桑と射撃訓練他を行い、同日品川に戻った。
10月1日品川発、艦隊訓練を行い、同日横浜に到着した。
11月12日横須賀に回航した。
11月18日横須賀発、帆走訓練などを行い館山湾に回航した。
11月20日館山湾から横須賀に回航、翌21日に再度館山湾に回航、22日に横浜に帰着した。
11月23日、24日は横浜を発着し、帆走訓練などを行った。
以後翌年3月まで横浜港に停泊した。

### 1880年
1880年(明治13年)
3月17日横浜を出港、浦賀沖からイタリア海軍軍艦の先導を行った。
同日横須賀入港。
4月15日横浜に回航した。
艦隊訓練
5月15日横浜を出港、5月16日清水港着。
5月31日清水港を出港し、同日横浜に帰港した。
神戸回航
7月4日横浜港を出港、的矢に寄港し7月8日神戸港に入港した。
7月21日神戸発、23日に横浜に帰港した。
函館回航
7月27日品川に回航、8月1日同地を出港し、8月6日函館港に入港した。
8月12日函館発、宮古港に寄港し、8月16日品川に入港した。
修理
8月20日から横須賀造船所で修理を行った。
『海軍省報告書』によると1881年(明治14年)10月20日まで修理を行った。
9月5日、金剛は横浜に回航した。

### 1881年
上海派遣
1881年(明治14年)
2月4日午後0時50分に横浜港を出港、2月8日の朝は下関沖で仮泊し、2月9日長崎港に入港した。
2月13日午前6時30分長崎を出港、2月17日午後4時13分上海に入港した。
2月28日午前11時10分上海発、
3月2日長崎に帰国した。
その後御手洗、兵庫、清水港に寄港し3月12日午後9時19分横浜港に帰港した。
天覧
5月18日午前9時47分横浜を出港、午後2時55分に観音崎沖に碇泊し、扶桑と共に天覧、大砲射撃を行い、午後4時5分出艦、午後5時18分に横須賀港に入港した。
翌5月19日に横浜に回航した。
5月25日横須賀に回航、同日横浜に帰港した。
函館回航
6月21日午前10時横浜港を出港し、6月24日函館港に入港した。
翌25日に青森に回航、6月29日三厩湾に回航、6月30日同地を出港した。
6月30日、三厩湾を出港し翌7月1日小樽湾に入港した。
7月2日小樽を出港、3日に函館湾に入港した。
7月3日同港を出港し、7月9日午後に横浜港に帰港した。
北海道行幸
7月7日、北海道行幸時は扶桑が御召艦、金剛と日進は警備艦とされた。
8月10日横浜港を出港、8月13日函館港に入港した。
8月22日青森湾に回航、8月29日同地を出港し、翌30日に小樽湾に入港した。
8月31日同地出港し、難破船の救助を行い、9月1日函館港に入港した。
9月7日青森湾に回航、10日に函館港に戻った。
この頃、函館と室蘭で修理を行っている。
9月17日函館港を出港、9月20日横浜港に帰港した。
修理
横須賀造船所で12月16日から12月29日まで修理を行った。

### 1882年
1882年(明治15年)
1月9日から6月3日まで金剛は横須賀造船所で修理を行った。
艦隊訓練
5月30日横浜港から品川湾に回航、6月4日に同地を出港し、6月5日清水港に入港した。
同地で艦隊訓練を行った。
6月26日清水港を出港し、翌27日品川湾に入港した。

### 壬午事変
1882年(明治15年)に壬午事変により朝鮮水域警備。
7月31日品海を出港。
8月2日神戸港に入港、翌3日出港、
8月9日済物浦に到着した。
9月15日同地出港、
9月18日下関に帰国した。
9月24日三原湾に回航、
翌25日同湾を出港し、同日兵庫港に入港した。
10月3日同港出港、10月5日品海に帰着した。
中艦隊
同年7月31日、艦隊が置かれ、
10月12日「扶桑」「金剛」「比叡」「龍驤」「日進」「清輝」「天城」「磐城」「孟春」「第二丁卯」「筑波」の11隻で中艦隊が編成された。
修理
金剛は12月22日から
翌1883年(明治16年)5月23日まで横須賀造船所で修理を行った。

### 1883年
朝鮮派遣
1883年(明治16年)
9月29日横須賀港を出港し、
扶桑、金剛、比叡の3隻で艦隊を組んで以降行動した。
同日は館山湾に碇泊、翌30日同地を出発して10月1日から2日は清水港、10月3日から9日は神戸港、10月11日から20日は長崎港にそれぞれ寄港、
10月20日に長崎港を出港し、
翌21日に釜山浦に到着した。
10月25日釜山浦発、同日竹敷に帰国した。
『恩給叙勲年加算調査』によると、同日尾崎に帰国した。
10月27日竹敷から伊万里に回航した。
艦長死去のために比叡はここで艦隊を外れ、
以降は扶桑と金剛の2隻で行動した。
11月28日伊万里を出港して佐世保、安下の荘、広島に寄港し、12月21日神戸港に入港した。

### 甲申事変
1884年(明治17年) 甲申政変により朝鮮水域警備。
12月21日横浜港を出港し、
翌1885年(明治18年)
1月24日に長崎港に帰国した。

### 1885年-1886年
朝鮮派遣
1885年(明治18年)
12月1日馬関を出港し、朝鮮での警備を行った。
12月28日中艦隊は解隊、同日「春日」を除く中艦隊に所属していた8隻(「扶桑」「金剛」「比叡」「海門」「筑紫」「清輝」「磐城」「孟春」)で改めて常備小艦隊が編成された。
翌1886年(明治19年)
6月15日、長崎港に帰国した。

### 1887年
1887年(明治20年)、航海練習艦に指定された。

### 1888年
1888年(明治21年)、呉鎮守府所属の練習艦に指定された。

### 遠洋航海
1889年(明治22年)8月14日横須賀港を出港、
少尉候補生のハワイ方面遠洋航海に従事した(以後1902年度まで7回の遠洋航海に従事)。
翌1890年(明治23年)2月22日、品海に帰国した。

### 1890年
1890年(明治23年)8月23日 第一種に定められる。

### トルコ派遣
1890年9月にエルトゥールル号遭難事件が起き、
トルコ軍艦「エルトゥールル」生存者を送還および遠洋航海のため、僚艦「比叡」と共にコンスタンチノープルを訪問した。
金剛は10月5日品海を出港。
10月11日に生存者を便乗させて神戸港を出港し、、シンガポールなどを経由して12月18日にポートサイドに到着。そこでオスマン帝国の応接使リサベー大佐が訪れ、パリ条約の規定があるため生存者の引き取り場所はダーダネルスにしたいと述べたが、交渉の末、「金剛」と「比叡」は1891年1月2日にコンスタンチノープルに着いた。2隻は1月10日にコンスタンチノープルを出港し、5月10日に品川に着いた。

### ホノルル派遣
1892年(明治25年)
9月24日に品海を出港、晩丘坡(バンクーバー)方面へ向かった。
翌1893年(明治26年)、浪速とともに、邦人保護のためホノルルに派遣される。
同年4月22日に品海に帰国した。
1894年(明治27年)4月19日に品海を出港、ホノルル方面へ向かい同地の警備を行った。
金剛は8月5日、横須賀港に帰国した。

### 日清戦争
1894年8月6日に日清戦争が開戦。
金剛は8月13日佐世保港を出港し、
大連・旅順・威海衛攻略作戦等に参加した。
1895年(明治28年)3月23日、金剛は呉港に帰港した。
4月4日呉港を出港、
6月24日佐世保港に帰港した。

### 1896年
1896年(明治29年)
4月11日品海を出港、隣国諸港を巡り、
8月24日根室港に帰国した。

### 1898年
1898年(明治31年)3月21日に三等海防艦に類別された。
同年3月17日に横須賀港を出港、遠洋航海を行い、9月16日に横須賀に帰国した。

### 1900年
1900年(明治33年)
2月21日に遠洋航海のために横須賀港を出港した。
7月、練習航海中の「金剛」はフィジーから東京湾への途中、疑存島のロス・ジャルディン諸島とグランパス島を捜索したが、島は発見されなかった。この結果をもってグランパス島は日本の海図から削除された。
7月31日に横須賀に帰国した。

### 1902年
1902年(明治35年)
2月19日横須賀から遠洋航海に出港し、
8月25日横須賀に帰国した。

### 日露戦争
1904年(明治37年)2月6日、日露戦争開戦。
戦争中、海門は鎮海湾・旅順港警備従事した。
2月19日竹敷を出港、
12月7日舞鶴軍港に帰港した。
12月27日境港を出港。
1905年(明治38年)
1月19日佐世保港に帰着、
2月11日佐世保港を出港した。
戦争は10月16日終戦となった。

### 1905年-1908年
終戦後も旅順方面で警備活動を行い、
12月5日、佐世保港に帰国した。
韓国派遣
1907年(明治40年)
7月12日に宮津湾を出港、韓国南岸を航海した。
7月24日に竹敷に帰国した。
遼東半島派遣
また同年9月9日仙崎を出港、遼東半島方面の警備を行い、
12月3日、佐世保港に帰国した。
カムチャッカ半島派遣
1908年(明治41年)
5月29日柏原湾(幌筵島)を出港、カムチャッカ半島方面の警備を行った。
7月21日片岡湾(占守島)に一時帰国。
7月22日同湾を出港、8月3日同湾に一時帰国した。
8月5日同湾を出港、8月23日柏原湾に帰国した。

### 除籍
1909年(明治42年)7月20日除籍。
10月18日廃船の上売却するよう訓令が出された。
予定価格は55,000円。
7月27日舞鶴鎮守府港務部が受け取り、売却まで同部が保管した。
1910年(明治43年)5月20日に売却された。

## 艦長
※『日本海軍史』第9巻・第10巻の「将官履歴」及び『官報』に基づく。
- 伊藤雋吉 中佐：1878年4月29日[29] - 1881年6月17日
- 相浦紀道 大佐：1881年6月17日 - 1884年12月20日
- 井上良馨 大佐：1884年12月20日 - 1886年1月6日
- 児玉利国 中佐：1886年1月6日 - 1月29日
- 磯辺包義 中佐:1886年1月29日 - 6月23日
- 青木住真 中佐:1886年6月23日[58] - 1889年4月17日
- 鮫島員規 大佐：1889年4月17日 - 1890年5月13日
- 日高壮之丞 大佐：1890年5月13日 - 1891年6月17日
- 田代郁彦 大佐：1891年6月17日 - 11月4日
- 田代郁彦 大佐：1892年6月3日[59] - 1893年5月20日
- 有馬新一 大佐：1893年9月12日 - 1894年12月17日
- 片岡七郎 大佐：1894年12月17日 - 1895年2月16日
- 舟木錬太郎 大佐：1895年2月16日 - 2月18日
- 伊藤常作 大佐：1895年6月18日 - 9月28日
- 世良田亮 大佐：1895年9月28日 - 1896年11月17日
- 梨羽時起 大佐：1897年4月17日 - 1898年10月1日
- 石井猪太郎 大佐：1898年10月1日 - 1899年9月29日
- 今井兼昌 大佐：1899年10月13日 - 1900年8月6日
- 成田勝郎 大佐：1901年5月16日 - 7月5日
- 伊地知季珍 大佐：1901年7月5日 - 1902年10月6日
- 和田賢助 大佐：1902年10月6日 - 10月23日
- 森義太郎 中佐：1903年11月5日 - 12月28日
- 成川揆 大佐：1903年12月28日 - 1905年3月15日
- 中川重光 大佐：不詳 - 1905年12月12日
- 秀島成忠 中佐：1905年12月12日 - 1906年11月22日
- 山本竹三郎 中佐：1906年11月22日 - 1908年3月25日
- 真野巌次郎 大佐：1908年3月25日 - 9月15日